# Ctenitis subobscura
Ctenitis subobscura är en träjonväxtart som först beskrevs av Christ, och fick sitt nu gällande namn av Holtt. Ctenitis subobscura ingår i släktet Ctenitis och familjen Dryopteridaceae. Inga underarter finns listade.